# Women's Super League 2
La Women's Super League 2, indicata anche come Barclays  Women's Super League 2 per ragioni di sponsorizzazione, è il secondo livello del campionato inglese femminile di calcio ed è posto sotto l'egida della federazione calcistica dell'Inghilterra (The FA).
Il campionato prosegue quello inizialmente denominato Football Association Women's Super League 2 (FA WSL 2) istituito nel 2014, dal 2018 ridenomimnato FA Women's Championship, per poi diventare Women's Championship, senza l'acronimo della federazione, nel 2022 e assumendo l'attuale denominazione dall'edizione 2025-2026.
La Women's Super League 2 ha cadenza annuale, con inizio generalmente nel mese di settembre e termine nel maggio del successivo anno. La prima squadra classificata è promossa in Women's Super League.

## Le squadre
Sono 31 le squadre ad aver partecipato alle 13 stagioni del campionato cadetto, nelle sue varie denominazioni, disputati dal 2014 al 2025-2026 (in grassetto le squadre che partecipano alla stagione 2025-2026):
- 13 volte: Durham
- 8 volte: London Bees
- 7 volte: Aston Villa, Charlton Athletic, Sheffield Utd, Watford
- 6 volte: Blackburn Rovers, Crystal Palace, Lewes,  London City Lionesses, Millwall Lionesses, Sunderland
- 5 volte: Bristol City, Oxford United
- 4 volte: Birmingham City, Coventry Utd, Doncaster Rovers Belles, Southampton
- 3 volte:  Everton, Leicester City, Reading, Yeovil Town, Sheffield
- 2 volte: Brighton & Hove, Liverpool, Newcastle United, Portsmouth, Tottenham
- 1 volta: Ipswich Town, Manchester United, Nottingham Forest

## Squadre partecipanti 2025-2026
| Squadra           | Città                       | Stadio                         |
| ----------------- | --------------------------- | ------------------------------ |
| Birmingham City   | Birmingham                  | St Andrew's                    |
| Bristol City      | Bristol                     | Robins High Performance Centre |
| Charlton Athletic | Bexley                      | The Oakwood                    |
| Crystal Palace    | Sutton, Londra              | Gander Green Lane              |
| Durham            | Durham                      | Maiden Castle                  |
| Ipswich Town      | Colchester                  | Colchester Community Stadium   |
| Newcastle United  | Newcastle upon Tyne         | Kingston Park                  |
| Nottingham Forest | Nottingham (West Bridgford) | City Ground                    |
| Portsmouth        | Havant                      | Westleigh Park                 |
| Sheffield Utd     | Sheffield                   | Bramall Lane                   |
| Southampton       | Southampton                 | St Mary's Stadium              |
| Sunderland        | Sunderland                  | Eppleton CW                    |

## Albo d'oro
| Stagione                       | Vincitrice              | Secondo posto           | Terzo posto           | Capocannoniere                                            | Reti |
| ------------------------------ | ----------------------- | ----------------------- | --------------------- | --------------------------------------------------------- | ---- |
| come FA Women's Super League 2 |                         |                         |                       |                                                           |      |
| 2014                           | Sunderland              | Doncaster Rovers Belles | Reading               | Fran Kirby (Reading)                                      | 24   |
| 2015                           | Reading                 | Doncaster Rovers Belles | Everton               | Courtney Sweetman-Kirk (Doncaster Rovers Belles)          | 20   |
| 2016                           | Yeovil Town             | Bristol City            | Everton               | Iniabasi Umotong (Oxford United), Jo Wilson (London Bees) | 13   |
| 2017                           | Everton                 | Doncaster Rovers Belles | Millwall Lionesses    | Courtney Sweetman-Kirk (Doncaster Rovers Belles)          | 9    |
| 2017-2018                      | Doncaster Rovers Belles | Brighton & Hove         | Millwall Lionesses    | Jessica Sigsworth (Doncaster Rovers Belles)               | 15   |
| come FA Women's Championship   |                         |                         |                       |                                                           |      |
| 2018-2019                      | Manchester United       | Tottenham               | Charlton Athletic     | Jessica Sigsworth (Manchester United)                     | 17   |
| 2019-2020                      | Aston Villa             | Sheffield Utd           | Durham                | Katie Wilkinson (Sheffield United)                        | 14   |
| 2020-2021                      | Leicester City          | Durham                  | Liverpool             | Katie Wilkinson (Sheffield United)                        | 19   |
| 2021-2022                      | Liverpool               | London City Lionesses   | Bristol City          | Abi Harrison (Bristol City)                               | 17   |
| 2022-2023                      | Bristol City            | Birmingham City         | London City Lionesses | Melissa Johnson (Charlton Athletic)                       | 12   |
| 2023-2024                      | Crystal Palace          | Charlton Athletic       | Sunderland            | Elise Hughes (Crystal Palace)                             | 16   |
| 2024-2025                      | London City Lionesses   | Birmingham City         | Charlton Athletic     | Isobel Goodwin (London City Lionesses)                    | 16   |

## Statistiche
| Squadra                 | Titoli | Anni      |
| ----------------------- | ------ | --------- |
| Aston Villa             | 1      | 2019-2020 |
| Bristol City            | 1      | 2022-2023 |
| Crystal Palace          | 1      | 2023-2024 |
| Doncaster Rovers Belles | 1      | 2017-2018 |
| Everton                 | 1      | 2017      |
| Leicester City          | 1      | 2020-2021 |
| London City Lionesses   | 1      | 2024-2025 |
| Manchester United       | 1      | 2018-2019 |
| Reading                 | 1      | 2015      |
| Sunderland              | 1      | 2014      |
| Liverpool               | 1      | 2022      |
| Yeovil Town             | 1      | 2016      |